# Prealpi dello Sciablese
Le Prealpi dello Sciablese (oppure Prealpi del Chiablese) sono una sottosezione delle Prealpi di Savoia.
Le Prealpi dello Sciablese si trovano principalmente in Francia (dipartimento dell'Alta Savoia) e secondariamente in Svizzera (Canton Vallese).
Coprono la regione storica francese del Chiablese.

## Delimitazioni
Confinano:
- a nord con il Lago Lemano;
- ad est con le Prealpi di Vaud e Friburgo (nelle Prealpi Svizzere) e separate dal fiume Rodano;
- a sud-est con le Prealpi del Giffre (nella stessa sezione alpina);
- a sud con le Prealpi dei Bornes (nella stessa sezione alpina) e separate dal fiume Arve;
- ad ovest si stemperano nella piana di Ginevra.

## Suddivisione
La classificazione SOIUSA delle Prealpi dello Sciablese è la seguente:
- Grande parte = Alpi Occidentali
- Grande settore = Alpi Nord-occidentali
- Sezione = Prealpi di Savoia
- Sottosezione = Prealpi dello Sciablese
- Codice = I/B-8.III

Secondo la SOIUSA si suddividono in tre supergruppi, sei gruppi e sei sottogruppi:
- Catena Haufforts-Grange (A)
  - Gruppo degli Hauts Forts (A.1)
    - Cresta Hauts Forts-Mossette (A.1.a)
    - Cresta di Chèssery (A.1.b)

  - Gruppo Grange-Nantaux (A.2)
- Catena Bise-Oche (B)
  - Catena dei Cornettes de Bise (B.3)
    - Gruppo Linleu-Bellevue (B.3.a)
    - Gruppo Cornettes de Bise-Mont Chauffé (B.3.b)

  - Gruppo Dent d'Oche-Grammont (B.4)
- Catena Roc d'Enfer-Brasses (C)
  - Gruppo del Roc d'Enfer (C.5)
  - Gruppo Brasses-Voirons-Môle (C.6)
    - Cresta Brasses-Hirmente (C.6.a)
    - Cresta Forchat-Hermone (C.6.b)

## Vette principali

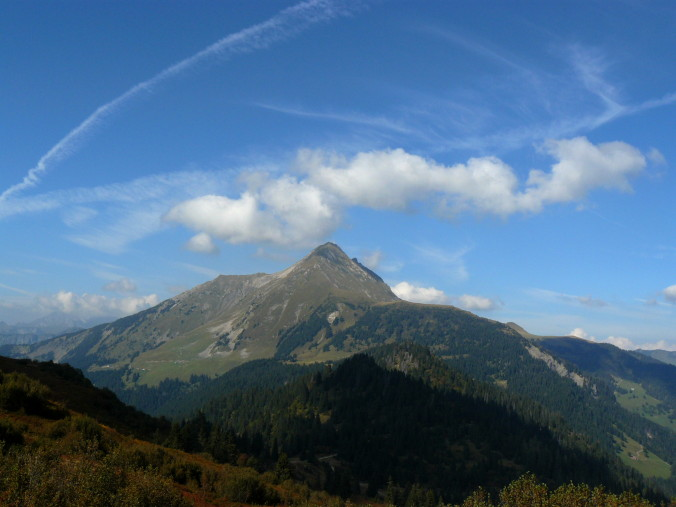
Il Mont de Grange.

- in Francia
  - Hauts-Forts, 2466 m
  - Mont de Grange, 2432 m
  - Pointe de Vorlaz, 2346 m
  - Roc d'Enfer, 2243 m
  - Dent d'Oche, 2221 m
  - Château d'Oche, 2197 m
  - Pointe de Nantaux, 2170 m
- lungo il confine Francia/Svizzera
  - Cornettes de Bise, 2432 m
  - Pointe de Fornet, 2300 m
  - Pointe de Chésery, 2251 m
  - Tête du Géant, 2228 m
  - Pointe de Chavanette, 2219 m
  - Cornebois, 2200 m
- in Svizzera
  - Pointe des Mossettes, 2277 m
  - Les Jumelles, 2215 m
  - Chambairy ou Hautagrive, 2206 m
  - Mont Gardy, 2201 m
  - Le Grammont, 2172 m
  - Pointe de Bellevue, 2042 m

## Rifugi
Per facilitare l'escursionismo e la salita alle vette il gruppo è dotato di alcuni rifugi:
- Refuge de la Dent d'Oche - 2.114 m